# Ramón S. Castillo
Ramón Antonio Castillo Barrionuevo (Catamarca, Argentina, 20 de novembro de 1873 — Buenos Aires, 12 de outubro de 1944), advogado e político, foi presidente da Argentina entre 1942 e 1943.
Vice-presidente de Roberto Ortiz, assumiu a presidência em 27 de junho de 1942 depois que Ortiz adoeceu gravemente. Com o mundo em guerra, seu governo foi marcado pelo regime de Estado de sítio. Na Conferência do Rio de Janeiro em 1942, defende a neutralidade da nação no conflito mundial, porém não considerando o Brasil e Estados Unidos como nações beligerantes, apesar de se envolverem diretamente na guerra. A Argentina continuaria a fornecer alimentos para os aliados, principalmente carne.
Adquire 23 navios e cria a Frota Mercante Argentina, incentivando também o desenvolvimento da indústria bélica. Nacionalizou o porto de Rosário e o Ferrocarril General Manuel Belgrano.
Em 1942, organiza-se um grupo secreto militar chamado Grupo de Oficiales Unidos (GOU), do qual participa o coronel Juan Domingo Perón, que quatro anos depois chegaria à presidência da nação. Era um grupo de tendência nacionalista, cujos princípios eram o desenvolvimento e a defesa da soberania diante do conflito mundial.
Uma crise política se instaura, quando Castillo pede que seu Ministro da Guerra, Pedro Pablo Ramírez, renuncie depois que este iniciou acordos com líderes radicais para formar uma possível chapa presidencial de oposição.
Em 4 de junho de 1943, o general Arturo Rawson lidera um golpe militar que depõe Castillo. Rawson assume provisoriamente o governo, ocupando o cargo por apenas três dias. Encerra-se assim a chamada Década Infame.